# Eva Wigström
Eva Wigström, född Pålsdotter den 24 december 1832 i byn Råga Hörstad i Asmundtorps socken i Skåne, död 5 januari 1901 i Helsingborg, var en svensk författare, folkbildare, folklivsforskare och feminist. Hon använde signaturen Ave.

## Biografi
Eva Wigströms föräldrar var lantbrukaren Pål Nilsson (1794–1853) och Pernilla Jönsdotter (1799–1855). Hon hade nio syskon. Wigström undervisades inom familjen och i det välbärgade föräldrahemmet kom hon i kontakt med folk av alla samhällsklasser och fick boklig bildning.
Efter att fadern avlidit flyttade hon tillsammans med två systrar till Ramlösa brunn som då var i hennes familjs ägo. Där gifte hon sig 1855 med fanjunkaren Claës Wigström, som var hälsobrunnens disponent. De fick två döttrar: Julia och Hertha Aurora. Åren 1861–1869 bodde familjen på straff- och arbetsfängelset i Malmö, där maken var arbetsföreståndare och under 1869–1871 förestod makarna Allerums fattigvårdsinrättning.
I hemmet skrev hon berättelser på lediga stunder och debuterade i bokform 1870 med folklivsskildringen För fyrtio år sedan. Tavlor ur skånska folklivet, som skildrar allmogens liv ur kvinnoperspektiv. Hennes nästa bok Brott och straff, eller livet i ett svenskt straffängelse som utkom 1872, väckte uppseende på grund av sitt sensationella innehåll.
Åren 1873–1874 och 1884–1886 redigerade hon Hvitsippan, illustrerad tidning för barn och ungdom och hon fortsatte att ge ut både barnböcker och folklivsskildringar.
Eva Wigström var delaktig i upprättande av en folkhögskola för kvinnor vid Hälsan i Helsingborg och det förde henne 1877 till Askovs folkhögskola på Jylland. Där träffade hon Frederik Lange Grundtvig som var folklorist och delade ut en frågelista rörande fåglar. Detta framkallade personliga minnen från barndomen hos Wigström och hon fick inspiration till att själv hemma i Skåne insamla folklivsminnen. Hon påbörjade 1878 sina insamlingar i trakten kring Helsingborg. Med stöd av De skånska landskapens historiska och arkeologiska förening, började hon från hösten 1879 att fara på systematiska uppteckningsresor, som 1880 resulterade i boken Folkdiktning, visor, sägner, sagor, gåtor, ordspråk, ringdansar, lekar och barnvisor. Det hade inte gått att hitta en svensk förläggare, men med Frederik Lange Grundtvigs hjälp gavs boken ut i Köpenhamn. Även om Wigström främst var intresserad av folkdiktning, hann hon även att ge ut en etnologisk avhandling Allmogeseder i Rönnebärgs härad i Skåne på 1840-talet.
Eva Wigströms vetenskapliga produktion gav inga inkomster, men genom att popularisera materialet även för barn kunde hon förtjäna något på sitt författarskap. I en mängd tidningar, tidskrifter och kalendrar skrev hon även, ibland prisbelönta,  uppsatser om skolförhållanden, barns och tjänares uppfostran, huslig ekonomi, fattigvård, fångvård med mera. Hon ivrade för sociala reformer, humanisering av fångvården, modernisering av undervisningen och för kvinnans likställighet med mannen. Hon har av denna anledning kallats "Skånes Fredrika Bremer".
Åren 1877 till 1890 var hon biträdande lärare i dottern Herthas privata flickskola i Helsingborg. När hon dog 1901 bodde familjen i Vrigstad, där hon var begravd tills hon 1910 fick sin slutliga gravplats Nya kyrkogården i Helsingborg, där en minnesvård restes med inskriptionen "Åt Ave Restes Stenen för Ädel Diktning För Gagnande Forskning Af Tacksamma Landsmän".

### Samlingar och urval
- Under Salomos insegel. Göteborg: Åhlén & Åkerlund. 1913. Libris 1641525
- Svenska sagor och sägner. 11, Folktro och sägner från skilda landskap. Uppsala: Lundequistska bokh. 1952. Libris 452782 - Utgivna av Aina Stenklo. - Utgörs av originalmanuskriptet till band 3 av Eva Wigströms Folkdiktning varav band 1 tryckts i Köpenhamn 1880 och band 2 i Göteborg 1881.
- Sagor och äventyr ([Ny uppl.]). Malmö: Scania. 1954. Libris 1468418
- Fågeln med guldskrinet: folksagor. Höganäs: Wiken. 1985. Libris 7591573. ISBN 91-7024-241-0 - Utgivna av Nils-Arvid Bringéus.
- ”Skämtsagor från Blekinge: efterskörd ur Eva Wigströms samlingar”. Saga och sed 1990,:  sid. [99]-122. 1990. 0586-5360. ISSN 0586-5360. Libris 10338110 - Utgivna av Nils-Arvid Bringéus.
- Osten, Suzanne; Lysander, Per; Wigström, Eva (2005). Prinsessan Sorgfri: en saga om verkligheten efter en saga av Eva Wigström. Eskilstuna: Sörmlands Musik & Teater. Libris 11806213

### Redaktörskap
- Hvitsippan: illustrerad tidning för barn och ungdom. Helsingborg: AVE. 1872-1886. Libris 3067794 - Utkom inte mellan 1874 och 1883.